# إيرل فريدريك كراب
إيرل فريدريك كراب هو طيار بطل كندي، ولد في 27 مارس 1899 في Delhi, Ontario ‏ في كندا، وتوفي في 18 أكتوبر 1986 في تاماراك في الولايات المتحدة.